# Stylops xanthurae
Stylops xanthurae  (лат.) — вид веерокрылых насекомых рода Stylops из семейства Stylopidae. Европа.
Паразиты пчёл вида Andrena xanthura Kirby (Andrena, Andrenidae). Лапки самцов 4-члениковые, усики 6-члениковые с боковыми отростками. Голова поперечная. Обладают резким половым диморфизмом: самцы крылатые (2 пары узких крыльев: передние маленькие и узкие, задние широкие), самки бескрылые червеобразные эндопаразиты. 
Вид был впервые описан в 1928 году польскими энтомологами Дж. Носкиевичем и Дж. Полужинским (Noskiewicz J. & Poluszynski G.) и именован по видовому названию пчелы-хозяина.
В одной из новых работ по роду Stylops  в ходе анализа ДНК авторами (Straka et al., 2015) рассматривается в качестве предположительного синонима вида ?=Stylops thwaitesi Perkins, 1918 (что на 2018 год не подтверждено соответствующими профильными базами данных, например, Eol.org и Strepsiptera database).